# Tanchicuín Piedras
Tanchicuín Piedras är en ort i Mexiko.   Den ligger i kommunen Pánuco och delstaten Veracruz, i den östra delen av landet, 300 km norr om huvudstaden Mexico City. Tanchicuín Piedras ligger 8 meter över havet och antalet invånare är 167.
Terrängen runt Tanchicuín Piedras är mycket platt. Runt Tanchicuín Piedras är det ganska glesbefolkat, med 32 invånare per kvadratkilometer. Närmaste större samhälle är Pánuco, 5,4 km öster om Tanchicuín Piedras. Trakten runt Tanchicuín Piedras består till största delen av jordbruksmark.